# Guglielmo Vicario
Guglielmo Vicario (Udine, 7 de octubre de 1996) es un futbolista italiano que juega como portero y su equipo actual es el Tottenham Hotspur F. C. de la Premier League de Inglaterra.

## Trayectoria
Debutó en la Serie C con el Venezia F. C. el 5 de marzo de 2017 en un partido contra el Teramo Calcio.
El 17 de julio de 2019 firmó un contrato de cinco años con el Cagliari Calcio. El 25 de julio de 2019 se incorporó al A. C. Perugia cedido por una temporada. El 9 de julio de 2021 se incorporó al Empoli F. C. cedido con opción de compra. El 18 de junio de 2022, se ejerció la opción de compra.

## Selección nacional
El 24 de marzo de 2024 hizo su debut con la selección de Italia en un partido amistoso ante Ecuador en el que mantuvo su arco invicto, no recibiendo ningún gol.

### Participaciones en Eurocopas
| Copa          | Sede     | Resultado        | Partidos | Goles |
| ------------- | -------- | ---------------- | -------- | ----- |
| Eurocopa 2024 | Alemania | Octavos de final | 0        | 0     |

## Estadísticas

### Clubes
Actualizado al último partido disputado el 3 de noviembre de 2024.
| A. S. D. Comunale Fontanafredda · Italia | 4.ª           | 2014-15       | 30  | 44  | 0  | 0  | ― | ― | 30  | 44  |
| A. S. D. Comunale Fontanafredda · Italia | Total club    | Total club    | 30  | 44  | 0  | 0  | 0 | 0 | 30  | 44  |
| Venezia F. C. · Italia                   | 4.ª           | 2015-16       | 38  | 34  | 0  | 0  | ― | ― | 38  | 34  |
| Venezia F. C. · Italia                   | 3.ª           | 2016-17       | 2   | 1   | 8  | 10 | ― | ― | 10  | 11  |
| Venezia F. C. · Italia                   | 2.ª           | 2017-18       | 7   | 5   | 0  | 0  | ― | ― | 7   | 5   |
| Venezia F. C. · Italia                   | 2.ª           | 2018-19       | 34  | 42  | 0  | 0  | ― | ― | 34  | 42  |
| Venezia F. C. · Italia                   | Total club    | Total club    | 81  | 82  | 8  | 10 | 0 | 0 | 89  | 92  |
| A. C. Perugia Calcio · Italia            | 2.ª           | 2019-20       | 37  | 48  | 2  | 1  | ― | ― | 39  | 49  |
| A. C. Perugia Calcio · Italia            | Total club    | Total club    | 37  | 48  | 2  | 1  | 0 | 0 | 39  | 49  |
| Cagliari Calcio · Italia                 | 1.ª           | 2020-21       | 4   | 6   | 3  | 4  | ― | ― | 7   | 10  |
| Cagliari Calcio · Italia                 | Total club    | Total club    | 4   | 6   | 3  | 4  | 0 | 0 | 7   | 10  |
| Empoli F. C. · Italia                    | 1.ª           | 2021-22       | 38  | 70  | 1  | 2  | ― | ― | 39  | 72  |
| Empoli F. C. · Italia                    | 1.ª           | 2022-23       | 31  | 39  | 1  | 2  | ― | ― | 32  | 41  |
| Empoli F. C. · Italia                    | Total club    | Total club    | 69  | 109 | 2  | 4  | 0 | 0 | 71  | 113 |
| Tottenham Hotspur F. C. Inglaterra       | 1.ª           | 2023-24       | 38  | 61  | 2  | 1  | ― | ― | 40  | 62  |
| Tottenham Hotspur F. C. Inglaterra       | 1.ª           | 2024-25       | 10  | 11  | 1  | 1  | 2 | 1 | 13  | 13  |
| Tottenham Hotspur F. C. Inglaterra       | Total club    | Total club    | 48  | 72  | 3  | 2  | 2 | 1 | 53  | 75  |
| Total carrera                            | Total carrera | Total carrera | 269 | 361 | 18 | 21 | 2 | 1 | 289 | 383 |
| (1) Hace referencia a goles encajados    |               |               |     |     |    |    |   |   |     |     |

## Palmarés

### Títulos nacionales
| Título  | Club          | País   | Año  |
| ------- | ------------- | ------ | ---- |
| Serie C | Venezia F. C. | Italia | 2017 |

### Títulos internacionales
| Título                 | Club                    | Sede   | Año  |
| ---------------------- | ----------------------- | ------ | ---- |
| Liga Europa de la UEFA | Tottenham Hotspur F. C. | Bilbao | 2025 |